# (26783) 1085 T-3
(26783) 1085 T-3 es un asteroide de la cinturón principal. Posee una excentricidad de 0,11664020 y una inclinación de 6,34567º.
Este asteroide fue descubierto el 17 de octubre de 1977 por Cornelis Johannes van Houten, Ingrid van Houten-Groeneveld y Tom Gehrels en el Palomar.